# Uchiha Madara
Uchiha Madara (うちは マダラ Uchiha Madara) is een personage uit de Japanse manga en animeserie Naruto.

## Achtergrond
In de tijd dat Madara jong was, verloor hij zijn gezichtsvermogen door overmatig gebruik van de Mangekyo Sharingan. Vanwege het feit dat Madara de sterkste krijger was van zijn clan en daarmee de belangrijkste voorvechter was van de Uchiha, schonk zijn broer Uchiha Izuna hem zijn ogen. Madara stichtte daarna samen met Senju Hashirama, ook bekend als de Eerste Hokage van Konoha, de stad Konoha. Er ontstond een dispuut over de positie van leider in de stad en een strijd tussen de twee ontstond. Hashirama versloeg Madara uiteindelijk na een hevige strijd, ondanks dat Madara macht had over de Kyuubi en de demonische vos inzette in de strijd. Velen namen aan dat Madara was gestorven, wat niet het geval was. 
Madara's gezicht is verschillende malen verschenen in flashbacks, maar nooit 'live'. Steeds werd een stukje van zijn sterk verouderde gezicht getoond. Madara beweert zelf door zijn bijzondere chakra te hebben overleefd: zijn leeftijd is onbekend, maar zeker is dat hij erg oud moet zijn aangezien hij het begin van Konoha heeft meegemaakt. 